# 塔卡納
塔卡納（西班牙語：Tacaná），是危地馬拉的城鎮，位於該國西南部，由聖馬科斯省負責管轄，面積302平方公里，海拔高度2,272米，2002年人口62,620，人口密度每平方公里207.35人。